# وارازدات آوویان
وارازدات مکرتچی آوویان (ارمنی: Վարազդատ Մկրտչի Ավոյան؛ زادهٔ ۷ نوامبر ۱۹۴۷) یک سیاستمدار اهل ارمنستان است که از تاریخ ۱۹۹۵ تا تاریخ ۱۹۹۹ سمت نمایندگی دوره اول مجلس ملی جمهوری ارمنستان را برعهده داشت.

## زندگی‌نامه
در 	۷ نوامبر ۱۹۴۷ در آخوریان به دنیا آمد و از دانشگاه دولتی شیراک فارغ‌التحصیل شد. 